# Kreis Ragnit
| Kreis Ragnit                                       | Kreis Ragnit                                                      |
| -------------------------------------------------- | ----------------------------------------------------------------- |
| Preußische Provinz                                 | Ostpreußen (1818–1829) Preußen (1829–1878) Ostpreußen (1878–1922) |
| Regierungsbezirk                                   | Gumbinnen                                                         |
| Kreisstadt                                         | Ragnit                                                            |
| Fläche                                             | 1.220 km² (1910)                                                  |
| Einwohner                                          | 55.338 (1910)                                                     |
| Bevölkerungsdichte                                 | 45 Einwohner/km² (1910)                                           |
|                                                    |                                                                   |
| Der Kreis Ragnit in den Grenzen von 1818 bis 1920. |                                                                   |

Der Kreis Ragnit war von 1818 bis 1922 ein Landkreis im Regierungsbezirk Gumbinnen in Ostpreußen. Das Landratsamt war in der Stadt Ragnit. 1910 hatte der Kreis auf einer Fläche von 1.220 km² 55.338 Einwohner.

## Verwaltungsgeschichte
Das Gebiet des Kreises Ragnit gehörte seit der Einteilung Ostpreußens in landrätliche Kreise von 1752 zu dem damaligen Kreis Insterburg. Im Rahmen der preußischen Verwaltungsreformen ergab sich mit der „Verordnung wegen verbesserter Einrichtung der Provinzialbehörden“ vom 30. April 1815 die Notwendigkeit einer umfassenden Kreisreform in ganz Ostpreußen, da sich die 1752 eingerichteten Kreise als unzweckmäßig und zu groß erwiesen hatten. Zum 1. September 1818 wurde im Regierungsbezirk Gumbinnen aus Teilen des alten Kreises Insterburg der neue Kreis  Ragnit gebildet. Er umfasste das Gebiet der Kirchspiele Budwethen, Kraupischken, Lengwethen, Ragnit, Szillen und Wischwill. Seit dem 3. Dezember 1829 gehörte der Kreis zur neuen Provinz Preußen mit dem Sitz in Königsberg i. Pr. Seit dem 1. Juli 1867 gehörte der Kreis zum Norddeutschen Bund und ab dem 1. Januar 1871 zum Deutschen Reich.
Zum 21. Juli 1875 wurden die Landgemeinde Heydebruch und der Gutsbezirk Klein Szagmanten aus dem Kreis Tilsit in den Kreis Ragnit umgegliedert. Am 10. August 1876 trat die Landgemeinde Kamanten vom Kreis Pillkallen zum Kreis Ragnit. Nach der Teilung der Provinz Preußen in die neuen Provinzen Ostpreußen und Westpreußen wurde der Kreis Ragnit am 1. April 1878 Bestandteil Ostpreußens.
Am 10. Januar 1920 trat der Versailler Vertrag in Kraft. Dadurch wurden die nördlich der Memel gelegenen Teile des Kreises Ragnit an das Memelgebiet abgetreten, wo sie Teil des Kreises Pogegen wurden. In ähnlicher Weise wurde auch der Nachbarkreis Tilsit geteilt. Am 25. März 1920 wurde die Verwaltung des im Deutschen Reich verbliebenen Restkreises Tilsit südlich der Memel auf den Landrat in Ragnit übertragen. Am 1. Juli 1922 wurden die zerschnittenen Kreise südlich der Memel neu organisiert. Die im Deutschen Reich verbliebenen Gebiete des Kreises Ragnit und des Landkreises Tilsit wurden mit einem Teil des Kreises Niederung zum neuen Kreis Tilsit-Ragnit zusammengefasst. Kreissitz wurde die kreisfreie Stadt Tilsit.
Während des Zweiten Weltkriegs wurde das Gebiet des ehemaligen Kreises Ragnit im  Herbst 1944 durch die Rote Armee besetzt. Nach Kriegsende kam das Teilgebiet nördlich der Memel im Wesentlichen zur Rajongemeinde Jurbarkas in Litauen und das Gebiet südlich der Memel zur russischen Oblast Kaliningrad.

## Einwohnerentwicklung
| Jahr | Einwohner | Quelle |
| ---- | --------- | ------ |
| 1818 | 21.747    | [ 6 ]  |
| 1846 | 46.726    | [ 7 ]  |
| 1871 | 52.391    | [ 8 ]  |
| 1890 | 54.725    | [ 2 ]  |
| 1900 | 54.123    | [ 2 ]  |
| 1910 | 55.338    | [ 2 ]  |

## Politik

### Landräte
- 1818–182500Benjamin Sperber
- 18250000000Bluhm (kommissarisch)
- 1825–182700Schönwald (kommissarisch)
- 1827–184200von Wildowsky
- 1842–187400Oskar von Sanden (1811–1874)
- 1874–187500Döhn (kommissarisch)
- 1875–188600Waldemar Krossa (1836–1919)
- 1886–189400Ludwig von Windheim (1857–1935)
- 1895–190500Georg von Lambsdorff (1863–1935)
- 1905–191500Walter von Trebra (1869–1924)
- 1915–191900Richard Sarrazin
- 1919–192000Hermann Zwicker (kommissarisch)
- 19200000000Paulus Rintelen (kommissarisch)
- 1921–192200Bernhard Penner

### Wahlen
Im Deutschen Kaiserreich bildete der Kreis Ragnit zusammen mit dem Kreis Pillkallen den Reichstagswahlkreis Gumbinnen 2.

## Gemeinden
Im Jahr 1900 gab es im Kreis Ragnit eine Stadt und 302 Landgemeinden. Die Gemeinden, die nördlich des Memel lagen, 1920 vom Kreis abgetrennt wurden und Teil des Memelgebiets wurden, sind mit MEM gekennzeichnet.
- Abschruten, Ksp. Budwethen
- Abschruten, Ksp. Kraupischken
- Abschruten, Ksp. WischwillMEM
- AdomischkenMEM
- Alexen
- Alt Eggleningken
- Alt Krauleidszen
- Alt Lubönen
- Alt Moritzlauken
- Alt Stonupönen
- Alt Wingeruppen
- Alt Wischteggen
- Anstippen
- Antagminehlen
- AntgulbinnenMEM
- AntschwentenMEM
- Antskrebben
- AntuppenMEM
- Aschmoweitkuhnen
- Aszen
- Augsgirren, Ksp. Kraupischken
- Augsgirren, Ksp. SzugkenMEM
- Augskallen
- Babillen
- Balandszen
- Baltruschatschen
- BaltupönenMEM
- Bambe
- Barsden
- Bäuerlich NaußedenMEM
- Beinigkehmen
- Bejehnen
- Birkenfelde
- Bittehnen-SchillehnenMEM
- Bittehnen-UszbitschenMEM
- Blendienen
- Blindupönen
- Bludischken
- Boyken
- Brandwethen
- Brohnen
- Bruiszen/Bruischen
- Budeningken
- Budupönen
- Budupönen-Uthelen
- Budwethen
- Buttkuhnen
- Czibirben
- Czuppen
- Dannenberg
- Dejehnen
- Dilben
- Dirsen
- Dirwehlen
- Dirwonuppen
- Dorlauken
- Dundeln
- Eigarren
- Erbfrei NaußedenMEM
- Errehlen
- Eszerninken
- Friedrichswalde
- Gaidszen
- Gaistauden
- Galbrasten
- Gettkandten
- Gettschen
- Giewerlauken
- Giggarn
- Giggarn-Skerswethen
- Gindwillen
- Girrehnen
- Girschunen
- Graudszen
- Groosten
- Groß Ballupönen
- Groß Kackschen
- Groß Kamanten
- Groß Kummeln
- Groß Lenkeningken
- Groß Oschkinnen
- Groß Perbangen
- Groß Pillkallen
- Groß Puskeppeln
- Groß Schillehlischken
- Groß Skattegirren
- Groß SzagmantenMEM
- Groß Wabbeln
- Grüneiten-Schunwillen
- Guddaschen
- Gudgallen
- Gudszen
- Gurbischken
- HeydebruchMEM
- Hoch SzagmantenMEM
- Ickschen
- Ihlauszen
- Jägerkrug
- Jautelischken
- Jestwethen
- Jodszehmen
- Jonienen
- Jucknaten
- Juckstein
- Jurgaitschen
- Jurken
- Kaiserau
- Kallehnen
- KallwehlenMEM
- Kallwellen
- Kamschen
- Kapotschen
- Karalkehmen
- Karohnen
- Kartzauningken
- Kaschälen
- Katzenduden
- Kaukerwethen
- Kauschen
- Kermuscheiten
- Kerstupönen
- Ketturrecken
- Kiauschälen
- Kindschen
- Klapaten
- Klein Ballupönen
- Klein Kackschen
- Klein Kummeln
- Klein Lenkeningken
- Klein Oschkinnen
- Klein Perbangen
- Klein Puskeppeln
- Klein Schillehlen
- Klein Skaisgirren
- Klein Skattegirren
- Klein SzagmantenMEM
- Klein Wabbeln
- Klischwethen
- Kluickschwethen
- Köllmisch Kackschen
- Königshuld I
- Königshuld II
- KrakischkenMEM
- KrakonischkenMEM
- Krauleidehlen
- Krauleidszen
- Kraupischkehmen
- Kraupischken
- Krebschen
- Kropien
- Kubillehnen
- Kullminnen
- Kummutschen
- Kurstwethen
- Kuttkuhnen
- Laskowethen
- Laugallen, Ksp. Jurgaitschen
- Laugallen, Ksp. Kraupischken
- Laugallen, Ksp. Rautenberg
- Lengwethen
- Lepalothen, Ksp. Budwethen
- Lepalothen, Ksp. Ragnit
- Lepalothen, Ksp. Szillen
- Lieparten
- Lindicken, Ksp. Budwethen
- Lindicken, Ksp. SzugkenMEM
- Maruhnen
- Maßwillen
- Materningken
- Mattischken
- Mikehnen
- MotzischkenMEM
- Naujeningken, Ksp. Budwethen
- Naujeningken, Ksp. SzugkenMEM
- Nestonwethen
- Nettschunen
- Neu Eggleningken
- Neu Krauleidszen
- Neu Lubönen
- Neu Moritzlauken
- Neu Wischteggen
- Neudorf
- Neuhof
- Norwilkischken
- Nurnischken
- Ober Eißeln
- Opehlischken
- Oschnaggern
- Ostwethen
- Paballen
- Pabuduppen
- Padaggen
- PagulbinnenMEM
- Pakullen
- Palentienen
- Pallmohnen
- Papuschienen
- Paskallwen
- Paszleidszen
- Paszuiszen
- Patilszen
- Pautkandszen
- Pellehnen
- Perkuhnen
- Petratschen, Ksp. Ragnit
- Petratschen, Ksp. Szillen
- Petroschken
- Pieraggen
- Plauschinnen
- Plimballen
- Podszuhnen
- Popelken
- Poplienen
- Pötischken
- Pötkallen
- Pröwoiszen
- Prusgirren
- Pucknen
- Puppen
- Radischen
- Ragnit, Stadt
- Raudonatschen Schäferei
- Raudszen
- Rautenberg
- Reisterbruch
- Retheney
- Ruddecken
- Sackalehlen
- Sackeln
- Salleningken
- Sassupönen
- Schacken-Jedwillen
- Schäferei NaußedenMEM
- Scharken
- Schattlauken
- Schaudinnen
- Schaulwethen
- Scheidischken
- Schernen
- Schillehnen
- Schillgallen-Kauschen
- Schillupischken
- Schlekaiten
- Schmalleningken-AugstogallenMEM
- Schmalleningken-EndruschenMEM
- Schmalleningken-WittkehmenMEM
- Schönwiese
- Schuppinnen, Ksp. Kraupischken
- Schuppinnen, Ksp. Ragnit
- SchusternMEM
- Schwirblienen
- Skeppetschen
- Skrebben
- Skrebudicken
- Skrusden
- Sobersken
- SokaitenMEM
- Spirginnen
- Sprokinnen
- Staggen
- Steireggen
- Stepponaten
- Suttkehmen
- Sziebarten
- Szillen
- SzugkenMEM
- Szurellen
- Szwirpeln
- Thorunen
- Tilszenehlen
- Titschken
- Trappönen
- Treibgirren
- Trumpaten
- Turken
- Tutteln
- Unter Eißeln
- UszballenMEM
- Uszberszen
- Uszelxnen
- Uszlauszen
- UsztiltenMEM
- Wallullen
- Warnen
- Waszeninken
- Wedereitischken
- Weedern, Ksp. Wedereitischken
- Welnabalis
- Wersmeninken
- Werxnupönen
- WeszeningkenMEM
- Wilkawischken
- Wilkerischken
- Willmantienen
- Wingeruppen
- Wingschnienen
- WischwillMEM
- Wiswainen
- Wittgirren
- Wittgirren-Stannen
- Wittschunen
- Worreningken
- Woydehnen

Daneben existierten noch zahlreiche Gutsbezirke.
Namensänderungen und Eingemeindungen bis 1922
- Die Gemeinde Groß Kamanten wurde am 17. September 1909 in den Gutsbezirk Kamanten umgewandelt.
- Die Gemeinde Groß Schillehlischken wurde 1913 in Groß Schillehlen umbenannt.
- Die Gemeinde Grüneiten-Schunwillen wurde 1905 in Schunwillen  umbenannt.
- Die Gemeinde Katzenduden wurde 1906 in Duden umbenannt.
- Die Gemeinden Klischwethen und Sprokinnen wurden am 1. Januar 1920 in die Gemeinde Jurgaitschen eingegliedert.
- Die Gemeinde Pautkandszen wurde 1916 in Grüntal umbenannt.
- Die Gemeinde Raudonatschen Schäferei wurde am 4. Juni 1907 in den Gutsbezirk Insterfelde umgewandelt.